# Amitraz

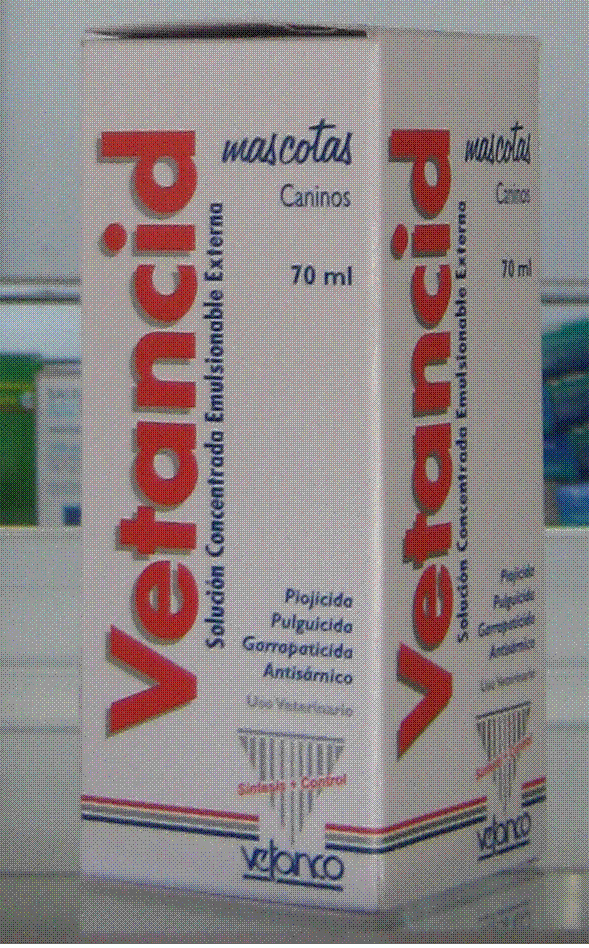
una especialidad comercializada para uso contra sarna.

Amitraz es un fungicida garrapaticida antiparasitario. Algunos productos registrados son Preventic (Veterquímica), amitraz (Eximerck) y en asociación con piretroides Vetancid (Vetanco).
Se trata de agonista alfa-adrenérgico.

## Usos
Amitraz es un derivado triazapentadieno, es un miembro de la clase amidina. Es un insecticida y acaricida usado para el control de la araña roja, minadores, cochinillas, y áfidos con un mecanismo de acción parecido a otros agonistas del α2-adrenoreceptores como también por inhibición de la enzima monoaminooxidasa. Se ha descrito sedación, analgesia y depresión cardiovascular como otros agonistas α2-adrenoreceptores en diversas especies posterior a la inyección de amitraz. En algodón se emplea en el control de Heliothis, mosca blanca y polillas. En animales se emplea en el control garrapatas, ácaros, pulgas y otras pestes animales. La autoridad norteamericana United States Environmental Protection Agency clasifica al amitraz como ligeramente tóxico es decir en la Class III - (Clase Tercera).
No se debe usar en caballares, debido a que provoca una patología conocida como ileo paralítico.